# Cuphea santos-limae
Cuphea santos-limae är en fackelblomsväxtart som beskrevs av Graziela Maciel Barroso. Cuphea santos-limae ingår i släktet blossblommor, och familjen fackelblomsväxter. Inga underarter finns listade i Catalogue of Life.